# Jan Bidlas
Jan Bidlas (* 7. července 1972 Praha) je český herec.

## Životopis

### Rodina, studium
V letech 1991 až 1995 studoval činoherní herectví na Divadelní fakultě Janáčkovy akademie múzických umění v Brně.

### Angažmá
Po absolvování JAMU působil v letech 1995–7 v Divadle 7 a půl a současně hostoval v HaDivadle a v Národním divadle v Brně. V letech 1997–2005 byl v angažmá v Činoherním studiu v Ústí nad Labem. V letech 2004–6 byl členem souboru pražského Divadla Rokoko.
Od sezony 2006/2007 se stal členem Činohry Národního divadla.

### Další činnost
Od roku 1986 vystupuje ve filmech a od roku 1994 natáčí také pro televizi. Příležitostně pracuje v rozhlase a v dabingu.

### Rodina
Jeho manželkou je Markéta Bidlasová (* 1970), dramaturgyně, spolu mají syna Františka a dceru Marianu.

## Divadelní role, výběr
- 1990 Alfréd Radok, Marie Tesařová: Podivné příběhy pana Pimpipána, role: Kouzelník Fyfín, Horácké divadlo Jihlava, režie Gustav Skála j.h.
- 1991 Vladimír Volf, Miloš Stránský: Arcikuplířky, Fiorencio, Horácké divadlo Jihlava, režie Jaroslav Dostál
- 1994 Romain Weingarten: Alice v Lucemburských zahradách, Dodu, Studio Marta – JAMU, režie Petr Štindl
- 1994 William Shakespeare: Něco za něco, Studio Marta – JAMU, režie Roman Polák
- 1994 C. B. Paton: Dodo, Dodo, Studio Marta – JAMU, režie Petr Štindl
- 1995 Emily Brontëová, M. T. Růžička: Na Větrné Hůrce, Edgar Linton, Studio Marta – JAMU, režie Matěj T. Růžička
- 1995 Viktor Dyk: Smuteční hostina, Divadlo v 7 a půl, režie Matěj T. Růžička
- 1995 William Shakespeare: Bouře, Ferdinand, ND v Brně - Mahenovo divadlo, režie Roman Polák
- 1995 Ettore Scola, M. T. Růžička: Tančírna, Divadlo v 7 a půl, režie Matěj T. Růžička
- 1996 Robert Musil, David Jařab: Zmatky chovance Törlesse, Basini, HaDivadlo, režie David Jařab
- 1997 F. M. Dostojevskij: Něžná, Zastavárník, Divadlo v 7 a půl, režie P. Štindl
- 1997 E. Tobiáš: Jaurés, Adam Baturin, Činoherní studio Ústí nad Labem, režie Jiří Pokorný
- 1997 N. V. Gogol: Ženitba, Onučkin, režie Michal Lang
- 1998 A. P. Čechov: Platonov, Vojnicev, Činoherní studio Ústí nad Labem, režie David Czesany
- 1999 Jiří Pokorný: Taťka střílí góly, Mirek Vracel, Činoherní studio Ústí nad Labem, režie Jiří Pokorný
- 1999 Jiří Pokorný: Odpočívej v pokoji, Ivan, Leoš, Činoherní studio Ústí nad Labem, režie David Czesany
- 2001 Mark Ravenhill: Shopping and Fucking, Robbie, Činoherní studio Ústí nad Labem, režie Michal Dočekal
- 2003 William Shakespeare: Hamlet, Laertes, Činoherní studio Ústí nad Labem, režie David Czesany
- 2003 Olja Muchina: Ju, Seva, Činoherní studio Ústí nad Labem, režie Filip Nuckolls
- 2004 Sergi Belbel: Krev, Činoherní studio Ústí nad Labem, režie Natália Deáková j.h.
- 2004 Miroslav Bambušek: Písek, Luli, Činoherní studio Ústí nad Labem, režie Thomas Zielinski j.h.
- 2005 Roland Schimmelpfennig: Arabská noc, Kalil, Činoherní studio Ústí nad Labem, režie Tomáš Svoboda j. h.
- 2005 Molière, T. Svoboda, V. Čepek: Don Juan, Divadlo Rokoko, režie Tomáš Svoboda
- 2005 Aischylos: Oresteia I: Agamemnón, Divadlo Rokoko, režie Thomas Zielinski
- 2006 Aischylos: Oresteia II: Úlitba mrtvému, Orestés, Divadlo Rokoko, režie Tomáš Svoboda
- 2006 Iva Klestilová: Má vlast, Mirek Topolánek, režie Tomáš Svoboda a Thomas Zielinski
- 2006 Aischylos: Oresteia III: Laskavé bohyně, Orestés, Divadlo Rokoko, režie Thomas Zielinski a Tomáš Svoboda
- 2006 Ingmar Villqist: Bez kyslíku, Divadelní spolek Kašpar, režie Filip Nuckolls, Jakub Špalek
- 2006 Ladislav Stroupežnický: Naši furianti, Karel Kudrlička, Národní divadlo, režie Jan Antonín Pitínský
- 2006 Carlo Goldoni: Sluha dvou pánů, Silvio, Florindo Aretusi, Národní divadlo, režie Ivan Rajmont
- 2008 William Shakespeare, John Fletcher: Dva vznešení příbuzní, Nápadník, Stavovské divadlo, režie Ivan Rajmont
- 2009 Bengt Ahlfors: Divadelní komedie, Divadlo Palace, režie Petr Hruška
- 2009 Bertolt Brecht, Kurt Weill: Žebrácká opera, Matyáš, Národní divadlo, režie Ivan Rajmont
- 2009 Julius Zeyer: Radúz a Mahulena, Vratko, Národní divadlo, režie Jan Antonín Pitínský
- 2010 Edward Bond: Spaseni, Colin, Nová scéna, režie Michal Dočekal
- 2010 Karel Čapek: Věc Makropulos, Albert Gregor, Stavovské divadlo, režie Robert Wilson
- 2011 Josef Topol: Konec masopustu, Tajemník, Národní divadlo, režie Jan Antonín Pitínský
- 2011 William Shakespeare: Král Lear, Oswald, Národní divadlo, režie Jan Nebeský
- 2011 N. V. Gogol: Revizor, Petr Ivanovič Bobčinskij, Stavovské divadlo, režie Michal Dočekal
- 2012 Viliam Klimáček: Rozkvetly sekery, Ivo, Divadlo Komedie, režie Vojtěch Štěpánek
- 2012 Eugene Ionesco: Nosorožec, Botard, Nová scéna, režie Gábor Tompa
- 2012 Lucy Prebble: Enron, Právník, Stavovské divadlo, režie Michal Dočekal
- 2012 William Shakespeare: Troilus a Kressida, Ajax, Národní divadlo, režie David Radok
- 2013 F. F. Šamberk: Jedenácté přikázání aneb Mucholapka, Emanuel Střela, Stavovské divadlo, režie David Drábek
- 2013 Václav Havel: Zahradní slavnost, Likvidační tajemník, Stavovské divadlo, režie Dušan Pařízek
- 2014 1914, Kamelot, Branec-Otec-Voják, Stavovské divadlo, režie Robert Wilson
- 2014 Ariane Mnouchkinová: Dokonalé štěstí aneb 1789, Ludvík XVI., Národní divadlo, režie Vladimír Morávek
- 2015 Mike Bartlett: Zemětřesení v Londýně, Colin, Nová scéna, režie Daniel Špinar
- 2015 Ondřej Havelka, Martin Vačkář: V rytmu swingu buší srdce mé, Jindra Feix, Národní divadlo, režie Ondřej Havelka
- 2015 Maurice Maeterlinck: Modrý pták, Chléb, Jedle, Bratříček, který se narodí, Stavovské divadlo, režie Štěpán Pácl
- 2016 Marta Ljubková, M. Slúková, J. Havelka: Experiment myší ráj, Nová scéna, režie Jiří Havelka
- 2016 René Levínský: Dotkni se vesmíru a pokračuj, prof. RNDr. Dušan Antal DrSc., ředitel ÚPCHE AV ČR, Nová scéna, režie Jan Frič
- 2017 Federico García Lorca: Krvavá svatba, Mrtvý otec Leonarda, Stavovské divadlo, režie SKUTR (Martin Kukučka a Lukáš Trpišovský)
- 2017 Paul Rudnick: Jsme v pohodě, Pan Charles, oslnivý gay, Nová scéna, režie Braňo Holiček

## Filmografie, výběr
- 1986 Vlčí bouda, role: Honza, režie Věra Chytilová
- 1994 Prima sezóna (TV seriál), Kočandrle, režie Karel Kachyňa
- 1995 Detektiv Martin Tomsa (TV seriál), Rudolf zvaný Brácha
- 1999 Návštěva staré dámy, režie Zdeněk Zelenka
- 2001 Vzkříšení, režie Paolo Taviani, Vittorio Taviani
- 2002 Kožené slunce, Loukota, režie Karel Kachyňa
- 2003 Bankrotáři, mlčenlivý řidič, režie Zdeněk Zelenka
- 2003 Smrt pedofila, mladý policista, režie Ivan Pokorný
- 2008 Šejdrem, kronikář Koubek, režie Zdeněk Týc
- 2009 Vyprávěj (TV seriál, epizoda Svatba), gynekolog MEDr. Koníček, režie Biser Arichtev
- 2009 Expozitura (TV seriál), Robert Hlaváč alias Hlava, režie Petr Kotek
- 2013 České století (TV seriál, např. epizoda Zabíjení soudruha (1951)), režie Robert Sedláček
- 2014 Život a doba soudce A. K. (TV seriál, např. epizoda Odlišnost), Varga, režie Robert Sedláček, Radim Špaček, Bohdan Sláma
- 2015 Vraždy v kruhu (TV seriál, epizoda Kamarád v nouzi), Karel Zručný, režie Ivan Pokorný
- 2016 Mordparta (TV seriál, díl Převýchova), bachař v pasťáku, režie Peter Bebjak
- 2016 Rapl (TV seriál, epizoda Black Jack), Dovženko, režie Jan Pachl
- 2017 Specialisté (TV seriál, např. díl Dvojí život), režie Peter Bebjak
- 2018 Dáma a Král (TV seriál, např. díl Není kouře bez ohýnku), režie Vladimír Michálek
- 2018 Inspektor Max (TV seriál, epizoda Hračka), režie Jiří Chlumský
- 2020 Ordinace v růžové zahradě 2 (TV seriál), Štefan Tóth
- 2022 Podezření , Stání zástupce Jindřich Sekanina